# Урзля, Владимир Матвеевич
Владимир Матвеевич Урзля (1916—1945) — майор Рабоче-крестьянской Красной Армии, участник Великой Отечественной войны, Герой Советского Союза (1946).

## Биография
Владимир Урзля родился 20 января 1916 года в селе Клочки (ныне — Ребрихинский район Алтайского края). После окончания семи классов школы и учительских курсов работал по специальности. Позднее окончил Семипалатинский сельхозтехникум работал зоотехником в посёлке Бельагаш Восточно-Казахстанской области Казахской ССР. В 1939 году Урзля был призван на службу в Рабоче-крестьянскую Красную Армию. В 1941 году он окончил Хабаровское миномётное училище. С января 1942 года — на фронтах Великой Отечественной войны.
К апрелю 1945 года майор Владимир Урзля был начальником штаба 504-го миномётного полка 40-й миномётной бригады 24-й артиллерийской дивизии прорыва 4-го Украинского фронта. Отличился во время освобождения Чехословакии. 28 апреля 1945 года Урзля находился на передовом наблюдательном пункте своего полка в районе населённого пункта Долни Лгота. Оказавшись в окружении, он сражался, пока не был захвачен в плен. После пыток был убит. Похоронен на воинском кладбище в городе Глучин в Чехии.
Указом Президиума Верховного Совета СССР от 15 мая 1946 года за «мужество и героизм, проявленные при освобождении Чехословакии», майор Владимир Урзля посмертно был удостоен высокого звания Героя Советского Союза. Также был награждён орденами Ленина и Красной Звезды, медалью.